# SWAPO Party Youth League
SWAPO Party Youth League (SPYL) is de jongerenafdeling van Swapo, de regeringspartij van Namibië. Leden moeten tussen 18 en 35 jaar oud zijn. Voor degenen jonger dan 18 en ouder dan zes jaar heeft SPYL een aparte vleugel, de 'pioniertjes'. Het hoofd van SPYL kan wel ouder zijn dan 35. Dat is momenteel (2013) het geval met Elijah Ngurare die sinds 2007 de Secretaris van de SPYL is en 42 jaar oud is. Paulus Kapia en Ignatius Shixwameni zijn enkele van zijn voorgangers. De woordvoerder van SPYL is Job Amupanda, die in 2012 enige opschudding veroorzaakte door onder andere een journalist te bedreigen.

In oktober 2012 koos de SPYL drie gepensioneerde generaals als haar vertegenwoordigers voor het partijcongres van Swapo. Dit veroorzaakte enige ophef. Nadat president Hifikepunye Pohamba druk op de drie mannen had uitgeoefend zagen ze zelf af van de nominatie.

In juni 2013 verontschuldigde SPYL zich tweemaal over enkele uitspraken die haar leden hadden gemaakt en die commotie binnen Swapo hadden veroorzaakt. Zo waren er enkele negatieve uitspraken tegenover premier Hage Geingob. Het Centraal Comité van de SPYL nam enkele maatregelen om meer discipline in haar organisatie te verkrijgen.
SPYL is lid van de Wereldfederatie van democratische jeugd.